# Raúl Andere
Raoul Andere (Italó, Argentina, siglo XX), conocido como Raúl Andere, fue un médico y futbolista argentino que se desempeñaba como defensa.

## Clubes
| Club                 | País      | Año         |
| -------------------- | --------- | ----------- |
| Racing               | Argentina | 1943        |
| Audax Italiano       | Chile     | 1949 - 1950 |
| Universidad Católica | Chile     | 1951        |